# Епіцентр

Епіцентр і гіпоцентр землетрусу

Епіцентр — точка на поверхні Землі або води відразу над або під ділянкою зосередження певного явища, що впливає на поверхню Землі. Підземну точку, де виник поштовх землетрусу, звуть гіпоцентром.
Для визначення місцезнаходження епіцентру (епіцентральної області) використовують записи сейсмічних станцій. Карти епіцентрів із зазначенням магнітуди землетрусів використовуються в сейсмічному районуванні. Удар в епіцентрі спрямований знизу вгору і зазвичай є найсильнішим, але найбільші руйнування необов'язково спостерігаються в епіцентрі; найчастіше вони відбуваються на деякій відстані від епіцентру, в зоні, що має форму кола, куди сейсмічна хвиля приходить під кутом, найбільш несприятливим для багатоповерхових будівель. У ЗМІ часто плутають поняття епіцентру з поняттям гіпоцентру, зокрема в повідомленнях типу «епіцентр землетрусу знаходився на глибині 2 км» мається на увазі саме гіпоцентр.
Епіцентром також звуть місце, де з найбільшою силою щось проявляється.

## Визначення епіцентру
Найраніші сейсмографи були розроблені для того, щоб дати уявлення про напрямок перших рухів від землетрусу. Китайський сейсмограф у вигляді жаби мав би скинути свою кульку в загальному компасному напрямку землетрусу, припускаючи сильний позитивний імпульс. Тепер ми знаємо, що перші рухи можуть бути майже в будь-якому напрямку, залежно від типу початкового розриву (механізм вогнища).
Першим удосконаленням, яке дозволило більш точно визначити місце розташування, було використання часової шкали. Замість того, щоб просто відзначати або записувати абсолютні рухи маятника, зміщення наносилися на рухомий графік, що приводився в дію годинниковим механізмом. Це була перша сейсмограма, яка дозволила точно визначити час першого руху ґрунту і точно зафіксувати подальші рухи.
З перших сейсмограм, було помічено, що запис поділяється на дві основні частини. Першою сейсмічною хвилею, яка прибувала, була P-хвиля, за якою слідувала S-хвиля. Знаючи відносні 'швидкості поширення', було простою справою розрахувати відстань до землетрусу.
Один сейсмограф давав би відстань, але її можна було б зобразити як коло з нескінченною кількістю можливостей. Два сейсмографи давали б два кола, що перетинаються, з двома можливими місцями розташування. Лише з третім сейсмографом можна було б отримати точне місце розташування.
Сучасне визначення місця землетрусу все ще вимагає мінімум трьох сейсмометрів. Найімовірніше, їх багато, і вони утворюють сейсмічну мережу. Акцент робиться на точності, оскільки можна багато дізнатися про механіку розломів та сейсмічну небезпеку, якщо місця розташування можна визначити з точністю до кілометра чи двох для невеликих землетрусів. Для цього комп'ютерні програми використовують ітераційний процес, що включає алгоритм 'припущення та корекції'. Крім того, потрібна дуже хороша модель локальної структури швидкості кори: сейсмічні швидкості змінюються залежно від місцевої геології. Для P-хвиль співвідношення між швидкістю та об'ємною щільністю середовища було кількісно визначено в співвідношенні Гарднера.

## Пошкодження поверхні
До початку інструментальних спостережень за землетрусами вважалося, що епіцентр – це місце, де відбувалися найбільші руйнування, але розрив підземного розлому може бути довгим і спричиняти пошкодження поверхні по всій зоні розриву. Наприклад, під час землетрусу магнітудою 7,9 землетрусу в Деналі 2002 року в Алясці епіцентр знаходився на західному кінці розриву, але найбільші руйнування сталися приблизно за 330 км  на східному кінці. Глибина фокусів землетрусів, що відбуваються у континентальній корі, зазвичай варіюється від 2 до 20 км . Континентальні землетруси на глибинах понад 20 км трапляються рідко, тоді як землетруси у зонах субдукції можуть виникати на глибинах понад 600 км.

## Епіцентральна відстань
Під час землетрусу сейсмічні хвилі поширюються в усіх напрямках від гіпоцентру. Сейсмічне затінення виникає на протилежному боці Землі від епіцентру землетрусу, оскільки рідке зовнішнє ядро планети заломлює поздовжні або компресійні (P-хвилі) і поглинає поперечні або зсувні хвилі (S-хвилі). За межами зони сейсмічного затінення можна виявити обидва типи хвиль, але через їхні різні швидкості та шляхи через Землю вони прибувають у різний час. Вимірюючи різницю часу на будь-якому сейсмографі та відстань на графіку часу поширення, на якому P-хвиля та S-хвиля мають однакове розділення, геологи можуть розрахувати відстань до епіцентру землетрусу. Ця відстань називається епіцентральною відстанню, зазвичай вимірюється в ° (градусах) і позначається як Δ (дельта) в сейсмології. Емпіричне правило Ласки дає наближення епіцентральної відстані в діапазоні 2 000 − 10 000 км.
Після розрахунку відстаней від епіцентру принаймні з трьох сейсмографічних вимірювальних станцій, точку можна локалізувати за допомогою трилатерації.
Епіцентральна відстань також використовується для розрахунку сейсмічних магнітуд, розроблених Ріхтером і Гутенбергом.

## Різновиди
- Для землетрусу — точка на поверхні Землі відразу над глибинною областю, де землетрус насправді відбувся.
- Це також точка на поверхні Землі відразу під точкою повітряного або наземного вибуху ядерної зброї.
- Цей термін також помилково застосовується для характеристики інших катастрофічних подій, наприклад падіння метеориту.